# مارينا إنديكوت
مارينا إنديكوت (بالإنجليزية: Marina Endicott)‏ (14 سبتمبر 1958، قولدن في كندا)؛ ممثلة، مؤلفة وروائية كندية.